# إستفان فارجا
إستفان فارجا (بالمجرية: Varga István)‏ مواليد 07 سبتمبر 1943 في المجر - الوفاة 06 ديسمبر 2014 في دبرتسن، كان لاعب كرة يد مجري معتزل. مثل منتخب المجر لكرة اليد في 127 مباراة. شارك في دورة الألعاب الأولمبية الصيفية سنة 1972.

## سجل المنافسة
شارك في البطولات التالية:
- بطولة العالم لكرة اليد للرجال 1967
- بطولة العالم لكرة اليد للرجال 1970
- الألعاب الأولمبية الصيفية 1972
- الألعاب الأولمبية الصيفية 1976

## روابط خارجية
- إستفان فارجا على موقع أوليمبيديا (الإنجليزية)